# Municipio de Dota
El municipio de Dota (en inglés: Dota Township) es un municipio ubicado en el condado de Independence en el estado estadounidense de Arkansas. En el año 2010 tenía una población de 1092 habitantes y una densidad poblacional de 8,48 personas por km².

## Geografía
El municipio de Dota se encuentra ubicado en las coordenadas 35°49′56″N 91°24′46″O / 35.83222, -91.41278. Según la Oficina del Censo de los Estados Unidos, el municipio tiene una superficie total de 128.81 km², de la cual 128,8 km² corresponden a tierra firme y (0 %) 0 km² es agua.

## Demografía
Según el censo de 2010, había 1092 personas residiendo en el municipio de Dota. La densidad de población era de 8,48 hab./km². De los 1092 habitantes, el municipio de Dota estaba compuesto por el 97,8 % blancos, el 0,09 % eran afroamericanos, el 0,27 % eran amerindios, el 0,92 % eran asiáticos, el 0,27 % eran de otras razas y el 0,64 % eran de una mezcla de razas. Del total de la población el 1,1 % eran hispanos o latinos de cualquier raza.